# Li Zicheng
 (octobre 2015).
Si vous disposez d'ouvrages ou d'articles de référence ou si vous connaissez des sites web de qualité traitant du thème abordé ici, merci de compléter l'article en donnant les références utiles à sa vérifiabilité et en les liant à la section « Notes et références ».
Pour les articles homonymes, voir Li.
Li Zicheng (chinois : 李自成 ; pinyin : lĭ zìchéng), né le 22 septembre 1606 et mort dans le courant de l'année 1645, était l'un des chefs de la rébellion paysanne qui mit fin à la dynastie Ming et créa la dynastie Shun. Il fut un éphémère empereur de Chine, avant d'être lui-même battu par les Qing.

## Biographie
Li Zicheng est né dans le Xian de Mizhi, dans la sous-préfecture de Yan'an (Shaanxi). D'abord berger, il fut ensuite employé chez un marchand de vins, puis comme apprenti forgeron. Selon le folklore chinois, l'entrée en rébellion de Li Zicheng aurait débuté quand, mis au pilori par un magistrat usurier dont il n'avait pu rembourser les prêts, il fut libéré par un groupe de paysans révoltés, qui en auraient ensuite fait leur chef. Le Shaanxi était alors la proie d'une terrible famine, ce qui favorisa le soulèvement. Au bout de trois ans, Li Zicheng se retrouva à la tête d'une troupe de 20 000 hommes, qui réalisa des attaques dans le Henan, le Shanxi, et le Shaanxi, tuant des fonctionnaires impériaux. En 1631, les armées paysannes élurent Gao Yingxiang (zh) (高迎祥) avec le titre de Roi d'assaut, Li Zicheng recevant celui de Général d'assaut.
La dynastie Ming finissante se trouva simultanément en butte aux rébellions paysannes et aux attaques mandchoues de la future dynastie Qing, et eut de grandes difficultés à mater la rébellion. En 1636, Gao Yingxiang fut néanmoins capturé et exécuté; Li Zicheng prit alors le titre de Roi d'assaut, devenant avec Zhang Xianzhong (张献忠), qui conduisait l'insurrection dans le bassin du Yangzi et dans le Sichuan, le principal chef de la révolte.
Prônant le partage des terres et l'abolition des taxes sur le grain, Li Zicheng connut un soutien grandissant parmi les populations pauvres. En 1637, le ministre des affaires militaires des Ming, Yang Sichang (zh) (杨嗣昌), parvint à infliger une importante défaite aux rebelles ; Li Zicheng dut se réfugier dans les montagnes mais, ayant reconstitué ses forces, il repartit en guerre contre les Ming dès 1639. Ses troupes gagnèrent progressivement du terrain face à l'armée impériale, dont une partie des troupes déserta peu à peu pour rejoindre les insurgés. En 1643, Li Zicheng se proclama roi à Wuchang. Son armée, recevant sans cesse de nouveaux ralliements, compta bientôt des centaines de milliers d'hommes, tandis que des lettrés de l'administration Ming lui apportaient leur soutien pour préparer un nouveau gouvernement. Le 8 février 1644, il proclama à Xi'an une nouvelle dynastie, la Dynastie Shun (顺朝 / 順朝, shùn cháo). Ses troupes franchirent ensuite le fleuve Jaune et se dirigèrent vers Pékin.
Le 25 avril, Pékin étant assiégée, Chongzhen dernier empereur des Ming, se pendit. Li Zicheng fit à Pékin une entrée triomphale, se proclamant Empereur. Mais l'armée mandchoue des Qing avançait également sur Pékin, et reçut le renfort de Wu Sangui, général en chef de l'armée des Ming. Li Zicheng célébra en toute hâte son couronnement le 29 avril, avant de quitter Pékin le lendemain pour aller combattre ses ennemis. Le 27 mai, ses troupes furent battues dans le passage de Shanhai par les armées coalisées des Qing et de Wu Sangui. Les Qing prirent Pékin le 6 juin et revendiquèrent le Mandat Céleste, tandis que Li Zicheng s'enfuyait vers son fief du Shaanxi pour continuer la lutte.
Les détails du décès de Li Zicheng ne sont pas connus avec certitude, bien qu'il semble avoir trouvé la mort dans le courant de l'année 1645 : selon certaines versions, il aurait été tué dans une bataille dans le mont Jiugong, dans le Hubei, d'autres versions prétendant qu'il se serait suicidé. Une légende populaire veut au contraire qu'il se soit retiré dans un monastère pour devenir moine.

## Postérité
Li Zicheng ne fut pas reconnu comme un empereur légitime par les Qing, qui revendiquèrent au contraire la succession de leurs anciens ennemis, les Ming.
Plus tard, sa figure de rebelle paysan, qui fut également la base de la révolte communiste en Chine, fut réhabilitée par la république populaire de Chine. Une statue le représente à Pékin.